# Issarlès
Issarlès – miejscowość i gmina we Francji, w regionie Owernia-Rodan-Alpy, w departamencie Ardèche.
Według danych na rok 1990 gminę zamieszkiwało 217 osób, a gęstość zaludnienia wynosiła 12 osób/km² (wśród 2880 gmin regionu Rodan-Alpy Issarlès plasuje się na 1410. miejscu pod względem liczby ludności, natomiast pod względem powierzchni na miejscu 595.).